# Урулюнгуй (Приаргунський округ)
Урулюнгу́й (рос. Урулюнгуй) — село у складі Приаргунського округу Забайкальського краю, Росія.

## Населення
Населення — 805 осіб (2010; 962 у 2002).
Національний склад (станом на 2002 рік):
- росіяни — 98 %